# Sottocampionamento
Il sottocampionamento o decimazione (in inglese downsampling) è nella teoria dei segnali l'operazione di riduzione della frequenza di campionamento del segnale elettrico.

## Descrizione
Tale tecnica viene impiegata solitamente per comprimere la velocità di trasmissione o la dimensione dei dati in formato digitale. Se i dati sono di tipo grafico (ad esempio, immagini digitali), l'operazione prende il nome di subsampling, e in quel caso consiste nella riduzione dei pixel che compongono l'immagine.
Il fattore di downsampling (comunemente denotato con la lettera M) è nella maggior parte dei casi un intero o una frazione razionale maggiore dell'unità. Questo fattore moltiplica il periodo di campionamento o, in maniera equivalente, ne divide la frequenza. Ad esempio, se ad un CD audio viene applicato un fattore M uguale a 5/4, la risultante frequenza di campionamento scenderà da 44.100 a 35.280 Hz, e la velocità di trasmissione dei dati passerà da 1.411.200 a 1.128.960 bit al secondo.
Siccome l'operazione di sottocampionamento riduce la frequenza di campionamento, bisogna verificare che il teorema del campionamento di Nyquist-Shannon non venga infranto. Se invece il teorema non viene soddisfatto allora il significato risultante presenterà aliasing. Al fine di assicurare che il teorema sia soddisfatto, è usato un filtro passa basso assieme ad un filtro anti-aliasing per ridurre l'ampiezza di banda del segnale prima che esso venga compresso.